# Halfdan E
 (décembre 2012).
Si vous disposez d'ouvrages ou d'articles de référence ou si vous connaissez des sites web de qualité traitant du thème abordé ici, merci de compléter l'article en donnant les références utiles à sa vérifiabilité et en les liant à la section « Notes et références ».
Halfdan E. Nielsen, né le 21 novembre 1965 est un compositeur et producteur danois de musique de film et de chansons.

## Parcours
Haldan a fait ses études de musique au Conservatoire de Musique rythmique danois à Copenhague Rhythmic Music Conservatory (en danois : Rytmisk Musikkonservatorium), il aura dans ses premières années joué en tant que bassiste dans des groupes comme Lieder diete, Poul Krebs, Passerelle et Laid Back. Il pratiquait à la fois en studio d'enregistrement et jouait en concert au Danemark et dans le reste de l'Europe. Sa passion pour la musique pop et rock live lui inspire des mélodies originales. TV3 Danmark le remarque et lui passe commande. Il a collaboré avec de grands noms de la chanson danoise tels que Tobias Trier et Peter Belli.

## Notoriété
Grâce à ses recherches et ses affinités sur l'avant garde musicale, il réussit à composer des musiques phrasées, qui ouvre dans l'univers de l'inconnu, la méditation, le vagabondage. C'est ainsi qu'il est devenu un des compositeurs danois confirmé cette dernière décennie, le cinéma, la télévision l'ont sollicité. Ses compositions les plus notoires sont Per Fly trilogie, banc, patrimoine, Assassiner, Hans Petter Moland et Pedersen.
En tant que compositeur de film, il a été récompensé par plusieurs prix danois et internationaux pour ses partitions notamment pour Homicide (Drabet) (coupable pour homicide involontaire), Arven (Héritage), Bænken (la magistrature) et OK.
Sa dernière réalisation, le thème musical pour la série télévisée, remarquée par la critique, Borgen, une femme au pouvoir (Borgen (château en VF) étant le surnom du siège du gouvernement danois), également le film norvégien En mann Ganske snill (A Somewhat Gentle Man) paroles interprétées par Stellan Skarsgård notamment.

## La « signature » Halfdan E
Halfdan explore une méthode alliant travail orchestral conventionnel et recherches dans un imaginaire qui lui inspire instruments singuliers produisant des sons étranges. Cette technique de travail qu'il a développé l'a amené à appliquer des modes en constante évolution sur des thèmes mettant l'accent plus dans le mouvement épique que dans des situations suggérées. Ce contraste entre ces deux mondes font sa force motrice, tandis que son ambition grandit, son travail connaît plus de succès.
Halfdan est partisan des emprunts des mélodies et styles de musique des années 1980, période tournante dans le rythme d'où émergent des thèmes riches, véritablement marquants. Il a commencé par emprunter des thèmes de musique électronique de cette période afin de parfaire son style et ainsi le fruit de ses recherches et de ses travaux  lui procurent des résultats déterminants.

## Compositions narratives
Le hasard l'amène à faire connaissance avec l'écrivain et poète danois Dan Turèll. Tous deux sympathisent et commencent une collaboration qui donne lieu à deux versions acclamées par la critique[réf. nécessaire] de Méfiez-vous de l'argent, heureux dans la journée et la chanson de Noël en Juillet que l'on trouve dans NOW Christmas 2008 (da) ainsi que Encore une fois et d'autres compositions.

## Évolution et récompenses
Ces dernières années, il concentre son travail dans la composition de musique de films. 
Halfdan a jusqu'ici remporté trois prix Robert de la meilleure musique de film (prix cinématographique danois) sur un total de cinq nominations et deux prix de musique danois sur quatre nominations.

## Œuvres musicales

### Halfdan E et Dan Turèll[2]: Glad I Åbningstiden
- Kort Introduktion (brève introduction)
- Jeg Skulle Have Været Taxachauffør (J'aurais été chauffeur de taxi)
- Alle Disse Kvinder (Toutes ces femmes)
- Rød Høst (Moisson rouge)
- Jamen J«****»
- Dagens Disney Evangelium (Disney: Évangile d'aujourd'hui)
- Noget Værre Noget I Århus (Quelque chose de pire à Aarhus)
- Oh Danmark (Oh Danemark)
- Codymagnyl Legatet (bourse Codymagnyl)
- Selskabssnak (Discussions en société)
- Bøgernes Tyrani Trykket I Lyden (Ouvrage des pressions acoustiques tyranniques)
- Drøm Om Alder (Rêve de l'âge)
- Den Tilstundende Højtid (La fête approche)
- Jul Igen (Juillet encore une fois)
- Her Er Et Budskab Baggrunden Til En Succes (Voici un contexte de message pour un succès)
- Happy Ends (joyeuses fins)

### Musique[4]

#### Films
- 2000 : Bænken (Le Banc)
- 2001 : Monas verden (Le Monde De Mona)
- 2002 : Skoda[5] (Skoda)
- 2003 : Manden Bag Døren (Le Videur)
- 2003 : Arven (L'héritage)
- 2004 : Tintin et moi (Tintin and I)
- 2004 : Populärmusik från Vittula (Popular Music)
- 2005 : Homicide (Drabet)
- 2005 : Store Planer (Big Plans)
- 2006 : Gymmasielærer Pedersen (Comrade Pedersen)
- 2007 : Forestillinger (Performances)
- 2010 : Un chic type (En Ganske Snill Mann)

#### Séries télévisées
- 2008 : Sommer (da) (Été)
- 2010 : Borgen, une femme au pouvoir (Le Château)
- 2017 : Sous influence
- 2020 : Ragnarök

### Halfdan E et Dan Turèll
- extrait audible sur YouTube : Hyldest Til Hverdagen[6] (Hommage à la vie quotidienne)

## Récompenses
- Fipa d'or 2011[7] pour Meilleure Musique Originale « Séries et feuilletons » Borgen